# Gaikotsu Kishi-sama, Tadaima Isekai e Odekakechuu
Gaikotsu Kishi-sama, Tadaima Isekai e Odekakechuu (骸骨騎士様、只今異世界へお出掛け中?), también conocida como Skeleton Knight in Another World, es una serie de novelas ligeras japonesas escritas por Ennki Hakari e ilustradas por KeG. Comenzó a serializarse en línea en octubre de 2014 en el sitio web de publicación de novelas generado por el usuario Shōsetsuka ni Narō. Más tarde fue adquirido por Overlap, que ha publicado diez volúmenes desde junio de 2015 bajo su sello Overlap Novels. Una adaptación a manga con arte de Akira Sawano es serializado en línea a través del sitio web Comic Gardo de Overlap desde febrero de 2017 y se ha recopilado en catorce volúmenes tankōbon. Tanto la novela ligera como el manga están licenciados en Norteamérica por Seven Seas Entertainment. Una adaptación al anime de Studio Kai y HORNETS se estrenó el 7 de abril de 2022.

## Sipnosis
Un gamer estuvo jugando videojuegos hasta que se quedó dormido. Cuando despertó, se encuentra en un mundo de fantasía dentro de su propio videojuego y está en el cuerpo de su personaje (un caballero) que al ver su reflejo en el río, se sorprende al descubrir que su apariencia facial es la de un esqueleto debido a la piel de avatar especial que él mismo usó. Aunque está equipado con las poderosas armas que obtuvo y con un secreto inconfesable, el jugador decide ocultar su apariencia y emprender hazañas hasta unirse con una elfa, lo que los pone en un viaje lleno de conflictos y aventuras.

## Personajes
Arc (アーク Āku?) / Arc Lalatoya (アーク・ララトイア Āku Raratoia?)
 Seiyū: Tomoaki Maeno
El protagonista principal. Un jugador que se durmió durante un juego en línea y reencarnó con la misma apariencia de su avatar. El avatar de Arc representa a un caballero, con una armadura plateada de tonos blancos y azules, y un manto oscuro. Es un hombre alto de intimidante estatura, midiendo dos metros. Sin embargo, el rasgo más característico de su cuerpo es que bajo su armadura tiene el cuerpo de un esqueleto no muerto cuyos ojos resplandecen de luces azules.
Ariane Glenys Maple (アリアン・グレニス・メープル Arian Gurenisu Mēpuru?) / Ariane Glenys Lalatoya (アリアン・グレニス・ララトイア Arian Gurenisu Raratoia?)
 Seiyū: Fairouz Ai
Es una elfa oscura perteneciente al Bosque Élfico. Excelente en magia, esgrima y artes marciales. Ella busca liberar a los elfos que fueron capturados y esclavizados con la ayuda de Arc. 
Ponta (ポンタ Ponta?)
 Seiyū: Nene Hieda
Ponta es un vento vulpix que acompaña a Arc. Es similar a un zorro, su cola tiene la apariencia de un diente de león y es esponjosa. Tiene orejas largas y puntiagudas. En sus patas tiene algo parecido a un velo. Su pelaje es verde pálido y en su estómago blanco.
Chiyome (チヨメ Chiyome?)
 Seiyū: Miyu Tomita
Una joven kunoichi de la raza de las bestias que busca liberar a sus hermanos de raza de la esclavitud. Se asocia con Arc y Ariane. Como una de los seis grandes luchadores del clan Jinshin, Chiyome se adapta bien al combate, el sigilo y la infiltración. También puede usar magia de agua gracias a un cristal espiritual insertado en su cuerpo.
Danka (ダンカ?)
 Seiyū: Takuya Eguchi
Es un guerrero elfo del Gran Bosque de Canadá y compañero de armas de Ariane.
Dillan (ディラン Diran?)
 Seiyū: Kōsuke Toriumi
El padre de Ariana y Eevin y Anciano de la Aldea Élfica, Laratia.
Glenys (グレニス Gurenisu?)
 Seiyū: Yūko Minaguchi
Esposa de Dillan y la madre de Ariana y Eevin. Posee una gran fuerza en combate.
Eevin (イビン Ibin?)
 Seiyū: Rumi Ōkubo
La hermana mayor de Ariana.
Goemon (ゴエモン?)
 Seiyū: Ryōta Takeuchi
Compañero de Chiyome y uno de los seis grandes luchadores del clan Jinshin. Goemon se adapta bien al combate, el sigilo y la infiltración. También puede usar la magia de la tierra gracias a un cristal espiritual insertado en su cuerpo.
Sekt (セクト Sekuto?)
 Seiyū: Kengo Kawanishi
Sekt es el primer príncipe del Reino de Rhoden, y el hijo del rey Karlon Delfriet Rhoden Olav y su esposa de segunda clase, Lefitia Rhoden Sahdiay, así como el líder de la Facción del Primer Príncipe. El Gran Imperio Leburan apoyó su intento de ser rey. Con el fin de quedar como el único heredero al trono, mandó a asesinar a sus hermanastros Dakares y Yuriarna, logrando cumplir el primer objetivo pero falla en el segundo. Sekt considera a Arc como una gran amenaza para su gobierno.
Dakares (ダカレス Dakaresu?)
 Seiyū: Daiki Hamano
Fue el Segundo Príncipe del Reino de Rhoden e hijo del Rey Karlon Delfriet Rhoden Olav y su primera esposa. Para financiar a su propia facción que luchaba por el trono, se involucró con el marqués Tryton du Diento en la venta de elfos como esclavos, el cual fue desmantelado por Arc y Ariane. Fue asesinado en una conspiración formada por su medio hermano mayor, Sekt Rondahl Karlon Rhoden Sahdiay.
Yuriarna (ユリアーナ Yuriāna?)
 Seiyū: Saori Ōnishi
Ella es la Princesa del Reino de Rhoden, y la Hija del Rey Karlon Delfriet Rhoden Olav y la Reina, y la hermana menor de Seriarna Meria du Olav Ticient. Se decía que Yuriarna era la tercera aspirante al trono del Reino de Rhoden. Como princesa, abogó por mantener la distancia de los imperios del Este y del Oeste mientras fortalecía las relaciones con los vecinos de Rhoden, el Gran Ducado de Limbult y el Reino de Nohzan, y también mejoraba las relaciones con el Gran Bosque de Canadá. Mientras se dirigía al Gran Ducado de Limbult para abrir un diálogo con los elfos, Yuriana es asesinada por mercenarios contratados por Sekt, ya que la considera una amenaza para su gobierno en Rhoden por ser más inteligente que sus hermanastros. Sin embargo, es revivida por Arc, por lo que Yuriarna llegó al Gran Ducado de Limbult sin dificultad.
Domitianus (ドミティアヌス Domitianusu?)
 Seiyū: Akira Ishida
Cetrion (セトリオン Setorion?)
 Seiyū: Minoru Shiraishi

## Contenido de la obra

### Novela ligera
La serie de novelas ligeras está escrita por Ennki Hakari con ilustraciones de KeG y ha sido publicada por Overlap bajo el sello Overlap Novels desde el 25 de junio de 2015. Seven Seas Entertainment obtuvo la licencia de la serie el 20 de septiembre de 2018, y lanzó el primer volumen el 11 de junio de 2019.

#### Lista de volúmenes
| Volúmenes de novelas ligeras publicadas | Volúmenes de novelas ligeras publicadas | Volúmenes de novelas ligeras publicadas |
| Número                                  | Fecha de lanzamiento                    | ISBN                                    |
| --------------------------------------- | --------------------------------------- | --------------------------------------- |
| 1                                       | 25 de junio de 2015                     | 978-4-86-554054-3                       |
| 2                                       | 25 de octubre de 2015                   | 978-4-86-554075-8                       |
| 3                                       | 25 de marzo de 2016                     | 978-4-86-554109-0                       |
| 4                                       | 25 de julio de 2016                     | 978-4-86-554146-5                       |
| 5                                       | 25 de noviembre de 2016                 | 978-4-86-554169-4                       |
| 6                                       | 25 de abril de 2017                     | 978-4-86-554209-7                       |
| 7                                       | 25 de agosto de 2017                    | 978-4-86-554249-3                       |
| 8                                       | 25 de marzo de 2018                     | 978-4-86-554318-6                       |
| 9                                       | 25 de marzo de 2019                     | 978-4-86-554432-9                       |
| 10                                      | 25 de marzo de 2022                     | 978-4-86-554549-4                       |

### Manga
En febrero de 2017, se publicó el primer capítulo de la adaptación a manga de Akira Sawano en Comic Gardo de Overlap; aunque Akira es el autor de la serie manga, los diseños de personajes se atribuyen a KeG. Overlap recopiló los capítulos individuales en volúmenes de tankōbon; el primer volumen se lanzó en agosto de 2017. En septiembre de 2018, Seven Seas Entertainment anunció la licencia de la serie de manga para su localización en América del Norte bajo el título Skeleton Knight in Another World.

#### Lista de volúmenes
| Volúmenes de manga publicados | Volúmenes de manga publicados | Volúmenes de manga publicados |
| Número                        | Fecha de lanzamiento          | ISBN                          |
| ----------------------------- | ----------------------------- | ----------------------------- |
| 1                             | 25 de agosto de 2018          | ISBN 978-4-86-554252-3        |
| 2                             | 2 de febrero de 2018          | ISBN 978-4-86-554322-3        |
| 3                             | 25 de septiembre de 2018      | ISBN 978-4-86-554398-8        |
| 4                             | 25 de marzo de 2019           | ISBN 978-4-86-554468-8        |
| 5                             | 25 de septiembre de 2019      | ISBN 978-4-86-554552-4        |
| 6                             | 25 de febrero de 2020         | ISBN 978-4-86-554619-4        |
| 7                             | 25 de agosto de 2020          | ISBN 978-4-86-554733-7        |
| 8                             | 25 de abril de 2021           | ISBN 978-4-86-554904-1        |
| 9                             | 25 de septiembre de 2021      | ISBN 978-4-82-400011-8        |
| 10                            | 25 de marzo de 2022           | ISBN 978-4-8240-0141-2        |
| 11                            | 25 de julio de 2022           | ISBN 978-4-8240-0254-9        |
| 12                            | 25 de marzo de 2023           | ISBN 978-4-8240-0453-6        |
| 13                            | 25 de abril de 2024           | ISBN 978-4-8240-0813-8        |
| 14                            | 25 de junio de 2025           | ISBN 978-4-8240-1234-0        |

### Anime
El 17 de abril de 2021 se anunció una adaptación al anime de la serie. La serie está animada por Studio Kai y HORNETS y dirigida por Katsumi Ono, con Takeshi Kikuchi supervisando los guiones de la serie, Tōru Imanishi diseñando los personajes y eba y Tsubasa Ito componiendo la música de la serie. Se estrenó el 7 de abril de 2022 en AT-X, Tokyo MX, SUN y BS11. El tema de cierre de la serie es "Bokura ga Oroka da Nante Dare ga Itta" de DIALOGUE+. Crunchyroll obtuvo la licencia de la serie fuera de Asia. Muse Communication obtuvo la licencia para el sur y sureste de Asia.
Se anunció una segunda temporada en el evento del décimo aniversario de Overlap Bunko el 15 de diciembre de 2024.